# Bandera de San Francisco

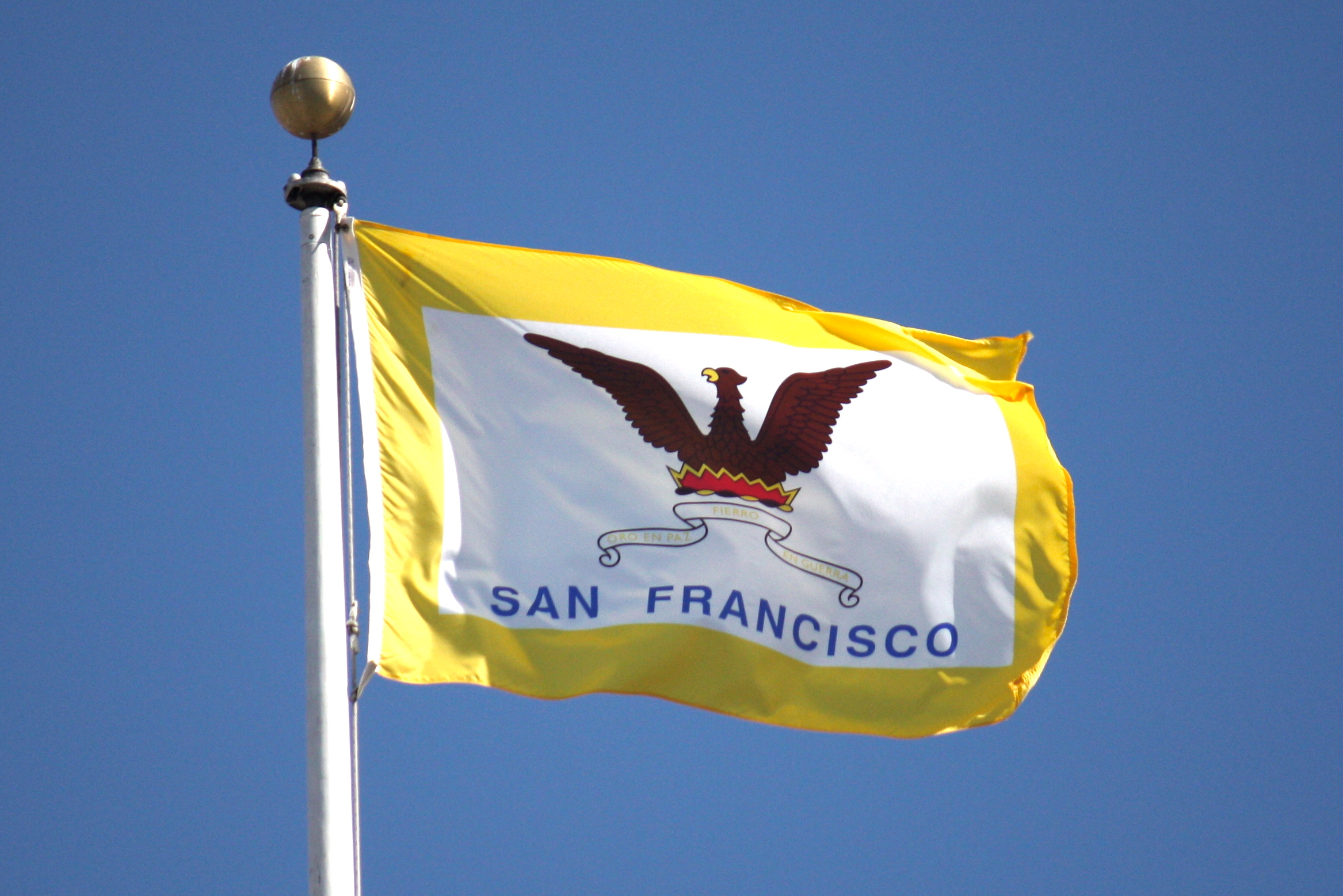
La bandera ondeando en el Ayuntamiento de San Francisco en octubre de 2008.

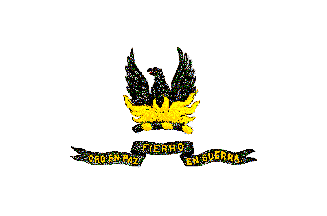
Antigua bandera de la ciudad de San Francisco, desde principios del.

La bandera de San Francisco, ciudad del estado de California en Estados Unidos, presenta un fénix levantándose de las llamas sobre un campo blanco. Generalmente es considerado un símbolo de la recuperación de la ciudad del terremoto e incendio de 1906, aunque en realidad ya era utilizado antes de dicha catástrofe. El fénix fue elegido en memoria del incendio de 1852, que destruyó una mayor proporción de la ciudad, la cual fue entonces rápidamente reconstruida.
Debajo del fénix se encuentra un listón sobre el cual está escrito en español: "Oro en Paz. Fierro en Guerra". Debido a esto, los colores oficiales de la ciudad son el dorado y el negro, mismos que decoran el domo del Ayuntamiento de San Francisco. Debajo del listón está escrito el nombre de la ciudad con letras de color azul oscuro, aunque tanto el fénix como las letras pueden ser en ocasiones de color negro.
El borde de color amarillo, ahora reproducido como parte de la bandera, originalmente fue pensado como un fleco dorado, pero fue incorporado al diseño por error. Cuando es usada en interiores, como es la costumbre, se le añade un fleco dorado a lo que debió haber sido el fleco originalmente.

## Origen
El 8 de enero de 1900, el alcalde de la ciudad James D. Phelan acordó con la Junta de Supervisores de la misma que era tiempo de que se adoptara una bandera. A partir del 17 de marzo de ese año, el San Francisco Chronicle comenzó un concurso en el que se recibirían propuestas para la nueva bandera, en la cual la figura central debía ser un conejillo de indias, una rata o un mono.
El 15 de abril, el Chronicle anunció que se había elegido un diseño, hecho por John M. Gamble, de entre unas 15 propuestas.
Se piensa que el primer evento público en el que se usó la bandera fue durante un desfile anual de la policía de San Francisco llevado a cabo el 1 de mayo de 1900 o en una fecha cercana.